# Kyoko Karasuma
Kyoko Karasuma (japanisch 烏丸響子の事件簿 Karasuma Kyōko no Jikenbo) ist eine Manga-Serie des Zeichners Yusuke Kozaki nach einer Geschichte von Ohji Hiroi. Der Fantasy- und Krimi-Manga, der von 2003 bis 2012 erschien, richtet sich vorwiegend an eine erwachsene, männliche Leserschaft, lässt sich also der Seinen-Gattung zuordnen.

## Handlung
Im Tokio der nahen Zukunft gehört die 16 Jahre alte Kyoko Karasuma (烏丸響子 Karasuma Kyōko) zu einer Spezialabteilung der Polizei, die sich mit ungewöhnlichen Verbrechen beschäftigt, die im Tokioter Stadtteil Asakusa stattfinden. Diese Verbrechen werden meist von sogenannten Abnormitäten begangen, Wesen, die eigentlich nicht existieren dürften und meist aus der Sagenwelt entstammen.
Kyoko Karasuma bekommt es am Anfang mit Oni zu tun, Dämonen, die durch ein Horn auf der Stirn auffallen und die für Chaos und Zerstörung sorgen und auch Menschen anfallen. Anschließend hat sie es mit dem mysteriösen Verschwinden von Kindern zu tun. Zwar wird eine Bande von Ausländern damit in Zusammenhang gebracht, aber Karasuma erkennt bald, dass dahinter eine weitere Legende, die mit einem Fuchs zusammenhängt, stecken könnte. Im nächsten Fall bekommt sie es mit dem legendären Schwert Onikirimaru zu tun. Wer dieses Schwert berührt, wird vom Geist des Schwertes übermannt und ist nicht mehr Herr seiner Sinne.
Zur Abteilung Sicherheit des Asakusa Police Department gehören neben Kyoko Karasuma auch ihr besonnener Chef Kozo Mitamura, der Uniabgänger und Schreibtischhengst Shoichi Ise sowie der einäugige Draufgänger Raymond Kumano. Obwohl die Abteilung viele Fälle löst, hat sie kein gutes Ansehen, weil die Regierung die Existenz der Sagen-Wesen nicht anerkennt. So werden die Erfolge der Abteilung totgeschwiegen oder unterdrückt.
Die Hauptfigur Kyoko Karasuma selbst verfügt ebenfalls über ungewöhnliche Fähigkeiten, die eventuell abnorm sein könnten.

## Veröffentlichungen
Der Manga erschien in Japan von November 2003 bis Februar 2012 in Einzelkapiteln monatlich im Manga-Magazin Comic Birz. Der Gentōsha-Verlag brachte diese Einzelkapitel von 2004 bis 2012 auch in zehn Sammelbänden heraus.
Von Mai 2007 bis Mai 2013 verlegte Carlsen Comics die Bücher in Deutschland mit allen zehn Bänden. Am Ende der deutschen Fassung befindet sich ein Glossar, das die im Manga vorkommenden Sagen und Wesen aus der japanischen Mythologie näher erklärt. In Frankreich publiziert der Verlag Taifu Comics Kyoko Karasuma unter dem Titel Kyoko Karasuma, Inspecteur à Asakusa. Eine italienische Fassung erschien bei Ronin Manga, eine russische bei Comix-ART und eine chinesische bei Ever Glory Publishing.